# La Calera (Tlajomulco)
La Calera es una localidad del estado mexicano de Jalisco. Es parte del municipio de Tlajomulco de Zúñiga.

## Demografía
| Gráfica de evolución demográfica |
|                                  |

| Censo | Población |
| ----- | --------- |
| 1900  | 694       |
| 1910  | 731       |
| 1921  | 485       |
| 1930  | 473       |
| 1940  | 715       |
| 1950  | 720       |
| 1960  | 1 305     |
| 1970  | 945       |
| 1980  | 1 157     |
| 1990  | 1 629     |
| 2000  | 1 907     |
| 2010  | 2 287     |
| 2020  | 2 190     |